# 虎符

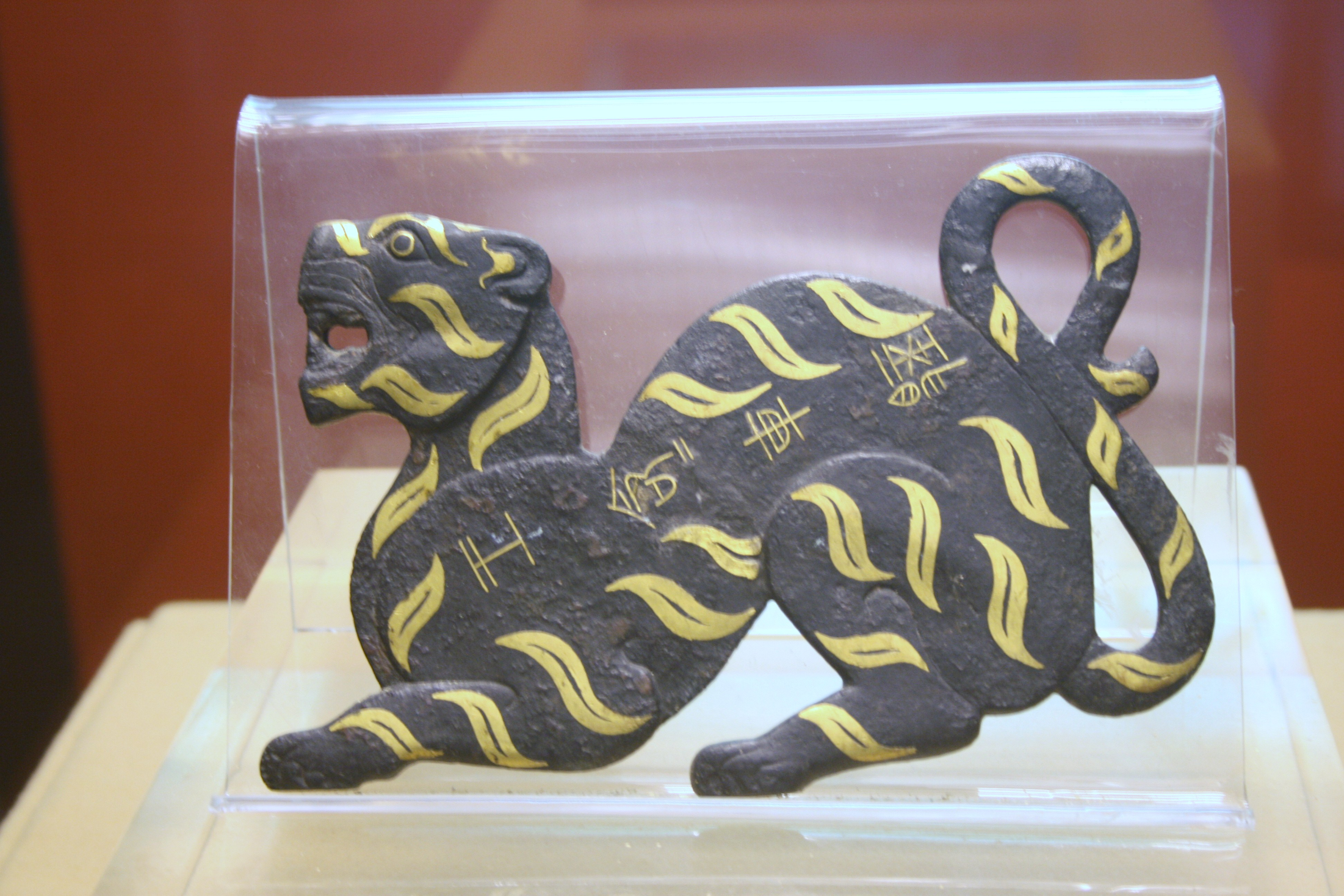
广州南越文王墓出土的南越国时期的错金铜虎节

虎符是源於中国的金属製的虎形调兵凭证，後來傳至朝鮮、越南。传说是西周姜子牙所发明，在中国古代皇帝制度中是军权的象征。虎符由中央政府发给掌兵大将，其背面刻有铭文，分为两半，右半存于朝廷，左半发给统兵将帅或地方长官，调兵时需要两半合对铭文才能生效。虎符专事专用，每支军队都有相对应的虎符。成語竊符救趙的符，意思等同是虎符。
在历史上，虎符的形状、数量、刻铭以及尊卑也有很多较大的变化。从汉朝开始至隋朝，虎符一般为铜质，也有银质金质甚至玉质的虎符。虎符骑缝两侧的铭文以右为尊。隋朝时兵符改为麟符。唐朝因为祖先名为李虎的缘故讳虎，改用鱼符或兔符，后又改用龟符，甚至牛符。南宋时恢复使用虎符，但同时也使用金牌，如召回岳飞的十二道金牌。元朝用虎头牌，后世遂沿用为铜牌。
《史记》中记载，战国时期的公元前257年，秦国白起围困赵国国都邯郸，赵平原君因夫人为魏信陵君之姊，乃求援于魏王及信陵君，魏王使老将晋鄙率10万军队救援赵国，但后来又畏惧秦国的强大，转而命令驻军观望。信陵君魏无忌为了驰援邯郸，遂与魏王宠姬如姬密谋，使如姬在魏王卧室内窃得虎符，并以此虎符夺取了晋鄙的军队，大破秦兵，救了赵国。

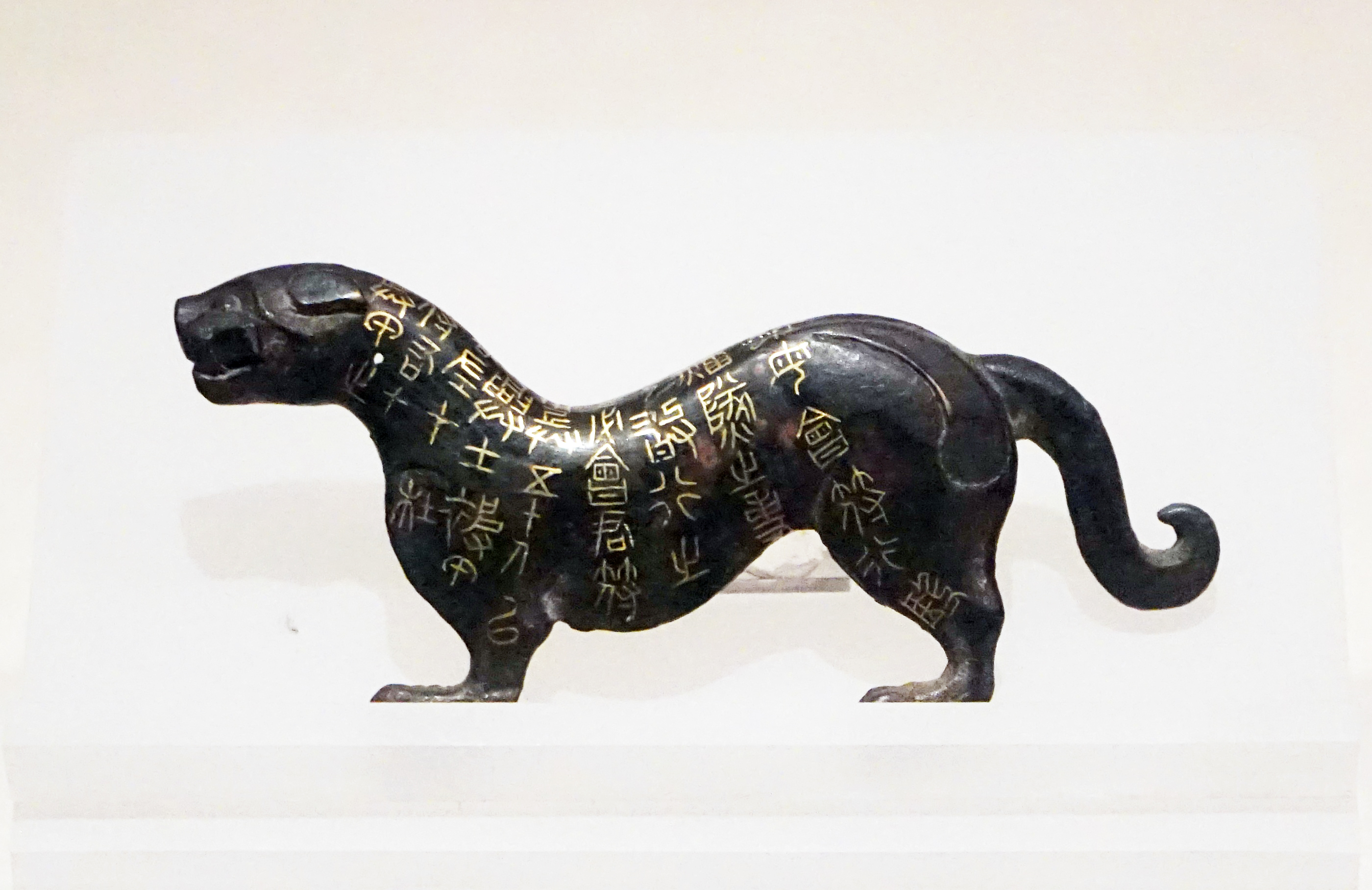
杜虎符，西安南郊山门口出土

陕西省历史博物馆藏一枚从1967年西安南郊杜城村西出土的秦杜虎符，据考是前337年至前325年秦惠文君时期的战国文物，为中国目前所出土的年代最早的虎符，称为秦错金杜虎符，此符高4.4厘米，长9.5厘米，厚0.7厘米，作猛虎疾奔状。此符的身上刻有嵌金铭文40字，竖为9行，文曰：“兵甲之符，右在君，左在杜，凡兴士被甲用兵五十人以上，必会君符，乃敢行之。燔燧事，虽毋会符，行。”表明50人以上的用兵需要验虎符才可以行动，但遇到烽火燃起的紧急军情，可以不受此限制。这一虎符上的小篆文字证明，在李斯作小篆之前，秦国的小篆文字就已经成熟定型了。
山东省临城亦曾出土一枚秦代虎符，高3.14厘米，长8.9厘米，其上铭文为“甲兵之符，右才皇帝，左才阳陵”，因此命名为阳陵虎符，此符因为年岁已久，对合之处已经锈蚀，已不能分开。由于其上已经出现了皇帝的字样，因此可以考证为秦始皇统一中国称皇帝之后到秦王子婴退皇帝位而称王之前的这一时期的物品。
中国历史博物馆藏“西汉堂阳侯错银铜虎符”（汉错银铜虎符）一枚，长7.9厘米，宽2.5厘米，虎作趴伏状，平头翘尾，左右颈肋间，各镌错银篆书两行，文字相同，曰“与堂阳侯为虎符第一”。此符于1998年广州拍卖会上以27.5万元人民币的价格被购得。
在陕西省凤翔县也曾出土一枚纯金虎符，高2.3厘米，重35.6克，作卧虎状，虎形巨目大耳龇牙、四腿曲卧、长尾上卷，通体饰以雕刻，但没有铭文，目前只能根据形制判断其为战国时期秦国文物，但无法确定年代，可能是尚未使用的一枚虎符。